# Departamento de Bariloche
Departamento de Bariloche är en kommun i Argentina.   Den ligger i provinsen Río Negro, i den sydvästra delen av landet, 1 400 km sydväst om huvudstaden Buenos Aires.
I omgivningarna runt Departamento de Bariloche växer i huvudsak blandskog. Runt Departamento de Bariloche är det ganska glesbefolkat, med 24 invånare per kvadratkilometer.